# Tony Menezes
Pour les articles homonymes, voir Menezes.
Tony Menezes est un footballeur canadien, né le 24 novembre 1974 à Mississauga, Ontario. Il immigre au Brésil à 10 ans et commence sa carrière sportive à Rio de Janeiro avant de poursuivre en Chine. Il passe deux ans à Mahindra United puis revient au Brésil en 2008. Il a été sélectionné 27 fois en équipe nationale et a remporté avec elle la Gold Cup en 2000. Il est également membre de l'Équipe du Canada de beach soccer entre 1999 et 2008.